# Trens suburbanos da Austrália
Os trens urbanos são uma parte muito importante do transporte público nas maiores cidades da Austrália. O maior sistema é encontrado em Melbourne, enquanto o sistema com o maior tráfego é o de Sydney.

## Comparação dos sistemas
A média de tráfego diário é, sempre que possível, retirado último ano financeiro.
| Nome do Sistema        | Principais cidades atendidas                          | Média de tráfego diário | Linhas | Estações | Comprimento | Patrocínio/km |
| ---------------------- | ----------------------------------------------------- | ----------------------- | ------ | -------- | ----------- | ------------- |
| Sydney Trains          | Sydney                                                | 866,000                 | 7      | 178      | 815km       | 1,063/km      |
| Metro Trains Melbourne | Melbourne                                             | 618,000                 | 16     | 212      | 837km       | 738/km        |
| Adelaide Metro         | Adelaide                                              | 36.000                  | 6      | 81       | 126 km      | 285/km        |
| Transperth             | Perth, Mandurah                                       | 176,000                 | 6      | 76       | 173km       | 1,017/km      |
| Queensland Rail        | Brisbane, Sunshine Coast, Gold Coast                  | 141,000                 | 12     | 152      | 689km       | 205/km        |
| V/Line                 | Melbourne, Geelong, Bendigo, Ballarat, Latrobe Valley | 36.000                  | 5      | 61       | 646km       | 56/km         |